# Muhammed Badamosi
Muhammed Cray Badamosi (* 27. Dezember 1998 in Bundung) ist ein gambischer Fußballspieler, der als Mittelstürmer für den saudischen Pro-League-Verein al-Hazem spielt, ausgeliehen vom serbischen Verein FK Čukarički und der gambischen Nationalmannschaft.

## Karriere
Badamosi wurde in Bundung, Gambia, geboren und begann seine Spielerkarriere 2013 beim Heimatverein Jolakunda. Während seiner Zeit bei Jolakunda erregte er die Aufmerksamkeit vieler Vereine der GFA League First Division. Obwohl er noch nicht volljährig war, waren die Spitzenklubs bestrebt, ihn zu verpflichten, da sie sein Potenzial erkannten.
Nach einer Saison mit Jolakunda in der Nawettan League war es der Riese der GFA League First Division, Real de Banjul, der das Rennen um die Verpflichtung des neuesten Talents im gambischen Fußball gewann. Er begann sein Real de Banjul im Jahr 2015 mit dem Ziel, der neue Star in der GFA League First Division zu werden. Allerdings verwirklichte er seinen Traum nicht, da er seine Karriere bei Real de Banjul abbrechen musste, um in die senegalesische Premier League zu wechseln. Er bestritt weniger als 15 Spiele für Real de Banjul und erzielte zwei Tore, bevor er den Verein 2016 verließ.
Nachdem er weniger als eine ganze Saison bei Real de Banjul verbracht hatte, wechselte Badamosi auf Leihbasis von Real de Banjul zum senegalesischen Premier-League-Verein Olympique de Ngor. In der GFA League First Division hatte er vielleicht nicht die Gelegenheit, die Tore im Netz zu erzielen, aber er nutzte seine Zeit im Senegal, um zu einem der besten Torschützen im senegalesischen Fußball zu werden. Gleich in seinem ersten Jahr erzielte er in dreizehn Einsätzen sieben Tore und wurde damit zum Ziel mehrerer Topklubs.
Nach einer Saison bei Olympique de Ngor wurde Badamosi zum Ziel vieler Vereine im Senegal und anderen führenden afrikanischen Ländern. Nach Verhandlungen mit mehreren Spitzenklubs wechselte er endgültig zum marokkanischen Botola-Verein FUS de Rabat. Er schloss sich dem Verein mit einem Vierjahresvertrag an. Sein Debüt gab er am 26. September 2017 gegen Raja Casablanca im Spiel des marokkanischen Fußballpokals, das mit einem torlosen Unentschieden endete. Sein erstes Botola-Tor erzielte er am 28. Oktober 2017 beim 2:0-Sieg von FUS Rabat gegen Racing de Casablanca.
Am 5. Oktober 2020 unterzeichnete er einen Vierjahresvertrag bei KV Kortrijk in Belgien. Aufgrund von Visaverzögerungen kam er erst drei Wochen später in Belgien an.
Im Sommer 2022 wechselte Badamosi auf Leihbasis mit Kaufoption zu FK Čukarički nach Serbien.
Am 25. August 2023 wechselte Badamosi auf Leihbasis von Čukarički für ein Jahr zum saudischen Pro-League-Verein al-Hazem.
Nach einigen brillanten Leistungen in der GFA League First Division wurde Badamosi 2016 vom gambischen U-20-Trainer Omar Sise eingeladen, an einem Probetraining für die gambische U-20-Nationalmannschaft vor einem entscheidenden Spiel gegen die guineische U-20-Nationalmannschaft teilzunehmen Qualifikation zur U-20-Fußball-Afrikameisterschaft 2017. Von den 35 eingeladenen Spielern erstellte er die endgültige Liste der Spieler für das Spiel gegen Guinea. Sein U-20-Debüt in Gambia endete nicht optimal, denn Gambia verlor in Conakry mit 1:2 gegen Guinea und schied damit aus der Qualifikation für den Afrikanischen U-20-Cup 2017 aus.
Weniger als ein Jahr nach seinem Wechsel zu FUS Rabat wurde er für ein Freundschaftsspiel gegen Marokko in die A-Nationalmannschaft Gambias berufen. Er spielte beim Afrika-Cup 2022, dem ersten kontinentalen Turnier seiner Nationalmannschaft, wo sie ein sensationelles Viertelfinale erreichte.